# Jules Hénault
Pour les articles homonymes, voir Hénault.
Jules Hénault (Valence-en-Brie, 3 octobre 1859 - Chambray, 11 août 1909) est un artiste peintre, caricaturiste, lithographe et illustrateur français proche du courant anarchiste.

## Parcours

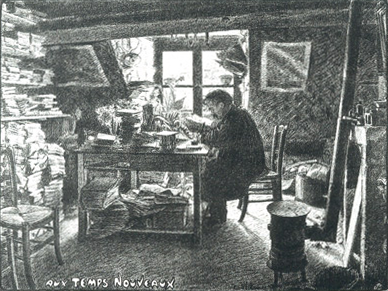
Dessin montrant Jean Grave dans les locaux de Temps Nouveaux au 140 rue Mouffetard.

Durant les années 1880-1890, Jules Hénault dessine pour le compte de Pellerin et la Maison Quantin des planches de bandes dessinées pédagogiques.
Peu avant 1900, ses collaborations prennent un virage radical. Aux côtés de ses confrères caricaturistes Steinlen, Hermann-Paul, Huard, Léandre, Camara, ou Luce, Il rejoint « cette catégorie d'intellectuels progressistes qui pensaient pouvoir gagner une partie de la bourgeoisie aux idées d'émancipation sociale, partageant une même croyance dans un socialisme d'éducation, proches de Péguy et des Cahiers de la Quinzaine et reflétant l'esprit dreyfusard. »
Il publie pour des périodiques de sensibilité anarchiste comme Les Temps Nouveaux, Le Libertaire, l’Almanach illustré de la révolution (1902-1909), Jean-Pierre. Il donne aussi des dessins à La Caricature, et à l'éditeur Schwarz pour L'Assiette au beurre (de 1901 à 1907) et La Calotte, ainsi que pour La Science en images.
Il a illustré des ouvrages d'Ernest Girault, Jean Most et Pierre Kropotkine.

## Conservation
- Planches des éditions Pellerin, BnF, département des estampes.
- « Ah les sales corbeaux ! », estampe, musée d'Art et d'Histoire Louis Senlecq (L'Isle-Adam).